# Crepis jacquinii
La radicchiella di Kerner (nome scientifico Crepis jacquinii Tausch, 1828)  è una pianta angiosperma dicotiledone della famiglia delle Asteraceae.

## Etimologia
L'etimologia del nome generico (Crepis) non è molto chiara. In latino Crèpìs significa pantofola, sandalo e i frutti, di alcune specie di questo genere, sono strozzati nella parte mediana ricordando così (molto vagamente) questo tipo di calzare. Inoltre lo stesso vocabolo (krepis) nell'antica Grecia indicava il legno di Sandalo e anche una pianta non identificata descritta da Teofrasto. Non è chiaro quindi, perché Sébastien Vaillant (botanico francese, 1669 - 1722) abbia scelto proprio questo nome per indicare il genere della presente specie. L'epiteto specifico (jacquinii) è stato dato in onore al barone Nikolaus Joseph von Jacquin (1727 - 1817) medico, chimico e botanico olandese fondatore della scuola botanica a Vienna. Il nome comune (radicchiella di Kerner e della sottospecie presente in Italia) è stato dato in ricordo del professore di botanica a Innsbruck Kerner A. von Marilaun (1831 - 1898) precursore della fitogeografia.
Il binomio scientifico della pianta di questa voce è stato proposto dal botanico boemo Ignaz Friedrich Tausch (1793 - 1848)) nella pubblicazione "Flora; oder, (allgemeine) botanische Zeitung. Regensburg, Jena - 11(1, Ergänzungsbl.): 79" del 1828.

## Descrizione
Habitus. La pianta di questa specie è una erbacea perenne. La forma biologica è emicriptofita rosulata (H ros), ossia sono piante erbacee, a ciclo biologico perenne, con gemme svernanti al livello del suolo e protette dalla lettiera o dalla neve e hanno le foglie disposte a formare una rosetta basale. Gli steli contengono abbondante latice amaro.
Radici. Le radici sono dei rizomi scuri a portamento orizzontale/obliquo.
Fusto. La parte aerea del fusto è formata da scapi monocefali o con pochi capolini (1 - 3), semplici o scarsamente ramosi; i singoli fusti sono eretti, affusolati, con superficie tomentosa o semplicemente pubescente e striata. Queste piante sono alte da 5 a 25 cm.
Foglie. Le foglie si dividono in basali e cauline.
- Foglie basali: sono picciolate (il picciolo può essere alato) e disposte in una pseudo-rosetta; la lamina è nastriforme con ai lati 2 - 3 lacinie lineari, patenti o incurvate (roncinate). Più raramente le foglie basali hanno una lamina intera. La superficie può essere glabra, pubescente o lievemente tomentosa. Dimensioni delle foglie nastriformi: larghezza 3 – 5 mm; lunghezza 50 – 120 mm. Dimensioni delle foglie lamina intera: larghezza 3 – 8 mm; lunghezza 40 – 80 mm.
- Foglie cauline: sono progressivamente più ridotte ed hanno una forma lineare. Le foglie lungo il caule sono disposte in modo alterno.

Infiorescenza. Le infiorescenze consistono in capolini formati da un involucro composto da brattee (o squame) disposte su 2 serie (interne ed esterne più brevi) all'interno delle quali un ricettacolo fa da base ai fiori tutti ligulati. L'involucro ha una forma cilindrico-campanulata di colore verde scuro ed irto da setole nerastre lunghe 1 mm; le setole sono più o meno incurvate e ricoperte da peli appressati biancastri. Le squame esterne sono lunghe 1/2 - 2/3 delle interne, hanno una forma lineare acuta; quelle interne hanno una forma strettamente ovata, sono ottuse o acute con superficie glabra e margini cigliati all'apice. Il ricettacolo, areolato, è privo di pagliette a protezione della base dei fiori. Dimensioni dell'involucro: larghezza 4 mm; lunghezza 8 – 11 mm. Diametro del capolino: 2 – 3 cm.
Fiori. I fiori tutti ligulati, sono tetra-ciclici (ossia sono presenti 4 verticilli: calice – corolla – androceo – gineceo) e pentameri (ogni verticillo ha in genere 5 elementi). I fiori sono ermafroditi, fertili e zigomorfi.
- Formula fiorale:

*/x K {\displaystyle \infty }, [C (5), A (5)], G 2 (infero), achenio
- Calice: i sepali del calice sono ridotti ad una coroncina di squame.
- Corolla: le corolle sono formate da una ligula terminante con 5 denti (è la parte finale dei cinque petali saldati fra di loro). La corolla è colorata di giallo. Lunghezza del fiore: 14 – 16 mm (tubo: 3,5 mm; larghezza della ligula: 1,5 – 2 mm).
- Androceo: gli stami sono 5 con filamenti liberi e distinti, mentre le antere sono saldate in un manicotto (o tubo) circondante lo stilo.[15] Le antere alla base sono acute, sono lunghe 4,8 mm con apici lunghi 0,5 mm. Il polline è tricolporato.[16]
- Gineceo: lo stilo è filiforme. Gli stigmi dello stilo sono due divergenti e ricurvi con la superficie stigmatica posizionata internamente (vicino alla base).[17] L'ovario è infero uniloculare formato da 2 carpelli. Lo stilo è di colore brunastro. Gli stigmi sono lunghi 2 - 2,5 mm.
- Fioritura: da luglio ad agosto.

Frutti. I frutti sono degli acheni con pappo. Gli acheni sono provvisti di 10 - 15 coste longitudinali e sono lunghi 4 – 5 mm e sono più o meno assottigliati all'apice (ma senza becco) e più o meno compressi. Il pappo è bianco e soffice (flessibile) ma con peli tenaci. Lunghezza del pappo: 7 mm.

## Biologia
- Impollinazione: l'impollinazione avviene tramite insetti (impollinazione entomogama tramite farfalle diurne e notturne).
- Riproduzione: la fecondazione avviene fondamentalmente tramite l'impollinazione dei fiori (vedi sopra).
- Dispersione: i semi (gli acheni) cadendo a terra sono successivamente dispersi soprattutto da insetti tipo formiche (disseminazione mirmecoria). In questo tipo di piante avviene anche un altro tipo di dispersione: zoocoria. Infatti gli uncini delle brattee dell'involucro si agganciano ai peli degli animali di passaggio disperdendo così anche su lunghe distanze i semi della pianta.

## Tassonomia
La famiglia di appartenenza di questa voce (Asteraceae o Compositae, nomen conservandum) probabilmente originaria del Sud America, è la più numerosa del mondo vegetale, comprende oltre 23.000 specie distribuite su 1.535 generi, oppure 22.750 specie e 1.530 generi secondo altre fonti (una delle checklist più aggiornata elenca fino a 1.679 generi). La famiglia attualmente (2021) è divisa in 16 sottofamiglie.
C. jacquinii appartiene a un genere (Crepis) abbastanza numeroso comprendente dalle 200 alle 300 specie (secondo le varie classificazioni), diffuse soprattutto nell'emisfero boreale (Vecchio Mondo), delle quali quasi una cinquantina sono proprie della flora italiana.

### Filogenesi
Il genere di questa voce appartiene alla sottotribù Crepidinae della tribù Cichorieae (unica tribù della sottofamiglia Cichorioideae). In base ai dati filogenetici la sottofamiglia Cichorioideae è il terz'ultimo gruppo che si è separato dal nucleo delle Asteraceae (gli ultimi due sono Corymbioideae e Asteroideae). La sottotribù Crepidinae fa parte del "quarto" clade della tribù; in questo clade è in posizione "centrale" vicina alle sottotribù Chondrillinae e Hypochaeridinae.
La sottotribù è divisa in due gruppi principali uno a predominanza asiatica e l'altro di origine mediterranea/euroasiatica. Da un punto di vista filogenetico, all'interno della sottotribù, sono stati individuati 5 subcladi. Il genere di questa voce appartiene al subclade denominato "Crepis-Lapsana-Rhagadiolus clade", composto dai generi Crepis L., 1753, Lapsana L., 1753 e Rhagadiolus Juss., 1789. Dalle analisi Crepis risulta parafiletico (per cui la sua circoscrizione è provvisoria).
Nella "Flora d'Italia" le specie italiane di Crepis sono suddivise in 4 gruppi e 12 sezioni in base alla morfologia degli acheni, dell'involucro e altri caratteri (questa suddivisione fatta per scopi pratici non ha valore tassonomico). La specie di questa voce appartiene al Gruppo 4  (gli involucri dei capolini sono privi di peli ghiandolari; gli acheni sono più o meno uniformi e senza un becco distinto ma con un apice progressivamente attenuato) e alla Sezione M (le brattee involucrali sono glabre sulla pagina interna; gli acheni hanno 10 - 15 coste).
I caratteri distintivi per la specie di questa voce sono:
- la pianta è alta 7 - 12 dm;
- il capolino è generalmente unico;
- l'involucro non è ghiandoloso;
- la pagina interna delle brattee involucrali è glabra;
- gli acheni hanno 10 - 15 coste e sono privi di un becco.

Il numero cromosomico della specie è: 2n = 12.

### Sottospecie
Per questa specie sono indicate le seguenti sottospecie:

#### Sottospeciejacquinii
Crepis jacquinii subsp. jacquinii: i capolini sono lievemente più piccoli, vegeta a quote più basse e si trova nella parte centrale dell'Europa orientale).

#### Sottospeciekerneri

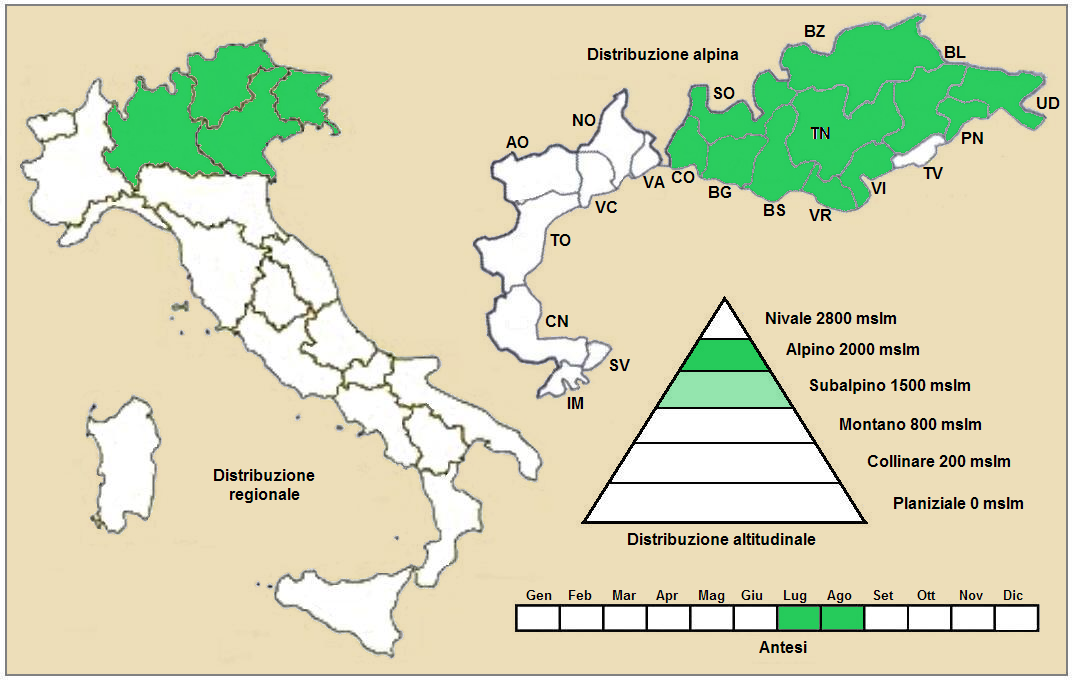
Distribuzione della sottospecie kerneri
(Distribuzione regionale – Distribuzione alpina)

- Nome scientifico: Crepis jacquinii subsp. kerneri (Rech. f.) Merxm., 1952.
- Basionimo: Crepis kerneri Rech. f..
- Geoelemento: il tipo corologico (area di origine) è Orofita - Est Alpino/Dinarico (o Illirico).
- Distribuzione: in Italia è una pianta rara e si trova solamente nelle Alpi orientali e centrali. Oltre confine, sempre nell'arco alpino, si trova in Svizzera (cantone Grigioni), in Austria (Länder del Vorarlberg, Tirolo Settentrionale, Tirolo Orientale, Salisburgo e Carinzia) e in Slovenia. Sugli altri rilievi europei collegati alle Alpi si trova nelle Alpi Dinariche.[25]
- Habitat: l'habitat tipico sono le zolle pioniere a Carex firma; ma anche sui muri, nei ripari sotto le rocce, sui ghiaioni, nelle pietraie e nelle praterie rase alpine.  Il substrato preferito è calcareo con pH basico, bassi valori nutrizionali del terreno che deve essere mediamente umido.
- Distribuzione altitudinale: sui rilievi queste piante si possono trovare da 1.900 fino a 2.600 m s.l.m.; frequentano quindi i seguenti piani vegetazionali: quello alpino e in parte quello subalpino.
- Fitosociologia.
  - Areale alpino: dal punto di vista fitosociologico alpino Crepis jacquinii appartiene alla seguente comunità vegetale:[25]

Formazione: delle comunità delle praterie rase dei piani subalpino e alpino con dominanza di emicriptofite.
Classe: Elyno-Seslerietea variae
Ordine: Seslerietalia variae
Alleanza: Seslerion variae
Associazione: Caricenion firmae
- Areale italiano: per l'areale completo italiano Crepis jacquinii appartiene alla seguente comunità vegetale:

Macrotipologia: vegetazione sopraforestale criofila e dei suoli crioturbati 
Classe: Festuco-Seslerietea Barbéro-Bonin, 1969
Ordine: Seslerietalia caeruleae Br.-Bl. in Br.-Bl. & Jenny, 1926
Alleanza: Caricion firmae Gams, 1936
Descrizione. L'alleanza Caricion firmae è relativa alle praterie pioniere subalpino-alpine, su substrato calcareo e dolomitico, posizionate in forre e vallate fresche. Distribuzione: Alpi sud-orientali. Questa cenosi appartiene alle categorie di comunità ricche di specie emicriptofite, camefite e nanofanerofite con abbondante presenza anche di muschi e licheni.
Specie presenti nell'associazione: Carex firma, Dryas octopetala, Androsace chamaejasme, Chamorchis alpina, Crepis jacquinii, Helianthemum oelandicum, Minuartia verna, Pedicularis rosea, Saussurea pygmaea, Saxifraga caesia e Saxifraga mutata.

### Specie simili
Allo stesso gruppo e sezione appartengono le seguenti specie:
- Crepis terglouensis  A.Kern. - Radichiella del Monte Triglav: gli acheni hanno 10 - 15 coste e non sono alati; le piante sono alte 2 – 6 cm.
- Crepis nicaeensis Balbis - Radichiella nizzarda: le piante sono alte 10 – 100 cm; prima dell'antesi i capolini sono eretti; l'involucro è lungo 8 – 10 mm; il ricettacolo è cigliato; il colore dei frutti acheni è bruno-dorato e sono lunghi 2,5 - 3,8 mm.
- Crepis jacquinii  Tausch subsp. kerneri (Rech.f.) Merxm. - Radichiella di Kerner: le piante sono alte 7 – 12 cm; le brattee involucrali esterne sono alte la metà di quelle interne; i fiori sono lunghi 14 – 16 mm.

### Sinonimi
Sono elencati alcuni sinonimi per questa entità:
Sinonimi della sottospecie jacquinii
- Aracium chondrilloides D.Dietr.
- Brachyderea jacquinii  Sch.Bip.
- Crepis chondrilloides  Froel.
- Crepis froelichii  Steud.
- Crepis rhaetica  Nyman
- Geracium chondrilloides  Rchb.
- Hieracium chondrilloides  L.
- Hieracium rhaeticum  Froel. ex Steud.
- Hieracium taraxacifolium  Froel. ex Steud.

Sinonimi della sottospecie kerneri
- Crepis kerneri Rech.f.

## Altre notizie
La crepide di Kerner in altre lingue è chiamata nei seguenti modi:
- (DE)  Kerners Pippau
- (FR)  Crépide de Kerner